# Resurrection (pel·lícula de 2022)
Resurrection és una pel·lícula de thriller psicològic estatunidenca del 2022 escrita i dirigida per Andrew Semans. És protagonitzada per Rebecca Hall, Grace Kaufman, Michael Esper i Tim Roth. La trama segueix a Margaret (Hall) mentre intenta mantenir el control de la seva vida quan un exnòvio abusiu (Roth) reapareix als seus voltants. La pel·lícula es va rodar a Albany, Nova York i Williamsburg, Brooklyn.
Resurrection es va estrenar al Festival de Cinema de Sundance el 22 de gener de 2022 i es va estrenar als Estats Units el 29 de juliol de 2022 per IFC Films i Shudder. La pel·lícula va rebre crítiques generalment positives per part de la crítica, que va elogiar l'actuació de Hall en el paper principal.

## Argument
Margaret és una dona de negocis tranquil·la i d'èxit que viu a Albany, Nova York, i mare soltera d'Abbie, que marxa a la universitat. Té una aventura amb Peter, el seu company de feina casat. Un dia, l'Abbie troba una dent a la seva cartera. Margaret perd una trucada de l'Abbie, que va tenir un accident amb bicicleta mentre estava borratxa. Durant una conferència de treball, Margaret nota que David, un home del seu passat, també assisteix. Té un atac de pànic, corre cap a casa i impedeix que l'Abbie vegi una amiga.
Margaret té un malson de trobar un nadó al forn. Ella es torna irritable i intenta mantenir relacions sexuals amb Peter al seu lloc de treball. Torna a veure en David mentre va de compres i se'n va amb l'Abbie, que desconfia del seu comportament. La Margaret s'enfronta a David, que diu que "Ben està amb mi" i somriu, sense una dent a la boca. Margaret va a la policia, però no rep ajuda. Té nous panys instal·lats i compra una pistola.
La Margaret explica la seva relació amb David a un company de feina pertorbat: el va conèixer als 18 anys i es va instal·lar amb ell després de dues setmanes. Tot i que inicialment era encantador, David aviat es va convertir en abusiu i controlador. Va demanar a Margaret que li fes "amabilitats", que eren essencialment actes d'autolesió o humiliació personal, a canvi del seu amor. Va donar a llum un fill anomenat Benjamí, que es va convertir en el seu objectiu de gelosia. Un dia va tornar a casa i es va trobar que Ben havia marxat, però per dos dits; David va afirmar haver-se'l menjat. Margaret es va tornar catatònica i David la va manipular perquè cregués que el seu fill mort vivia dins d'ell. Finalment va fugir als Estats Units.
Margaret li demana a David que marxi. David continua manipulant-la i implica que és responsable de l'accident d'Abbie. Deixa una clau de l'habitació de l'hotel, on Margaret troba la manta de nadó d'en Ben. L'endemà es desperta lactant.
Margaret aprèn la seva rutina i planeja matar-lo en un banc prop d'un riu. L'Abbie i el Peter li demanen que busqui ajuda, però ella expulsa tots dos. Mentre ella intenta matar David, ell la domina. Una Margaret delirant i esgotada sent els crits de Ben des de l'estómac de David. David castiga a Margaret per intentar matar-lo i li demana una altra "amabilitat": ha de mantenir una posició d'estrès en un parc públic a la nit durant hores.
L'endemà al matí, una Abbie espantada fuig de Margaret. Peter, que ha estat observant a Margaret sense preocupació, li confessa el seu amor, però ella l'amenaça i el colpeja. David visita la Margaret a la feina i li demana que vingui a una habitació d'hotel. Escriu una carta de comiat a l'Abbie i grava un missatge de vídeo.
En una altra habitació d'hotel, David fa sentir a Margaret l'estómac i afirma que Ben es mou. Margaret l'ataca amb ganivets, el lliga al llit i li obre l'estómac a rodanxes, matant-lo. Ella treu els seus budells, aparentment trob  un fetus que respira amb cura.
Abbie es veu marxant de casa per anar a la universitat. S'acomiada amb amor de la Margaret, que aguanta el nadó. L'Abbie li agraeix per mantenir-la segura, ja que Margaret li permet agafar el nadó ella mateixa. Tanmateix, el somriure de la Margaret s'esvaeix lentament abans de boquejar de terror.

## Repartiment
- Rebecca Hall com a Margaret
- Grace Kaufman com Abbie
- Michael Esper com a Peter
- Tim Roth com a David
- Angela Wong Carbone com a Gwyn

## Producció
El guió d'Andrew Semans va formar part de la Black List del 2019 dels guions no produïts més populars de guionistes emergents obres presentades i classificades. El productor Alex Scharfman va declarar "No podia deixar de llegir-lo" quan es va trobar amb el guió per primera vegada.
La fotografia principal va tenir lloc a Albany, Nova York, a mitjan 2021 i més tard a Williamsburg, Brooklyn. Aleshores es va anunciar que Rebecca Hall i Tim Roth estaven seleccionats per protagonitzar la pel·lícula.

## Estrena
Es va estrenar al Festival de Cinema de Sundance el 22 de gener de 2022. IFC Films va adquirir després els drets de distribució en sales i VOD nord-americans de la pel·lícula, i Shudder va ocupar la primera finestra streaming. Va rebre una estrena limitada a les sales el 29 de juliol de 2022, abans d'estrenar-se en vídeo a la carta el 5 d'agost de 2022.

## Recepció
Al lloc web de l'agregador de ressenyes Rotten Tomatoes, el 81% de les 189 ressenyes són positives, amb una valoració mitjana de 7/10. El consens del lloc web diu: "Desigual però absorbent constantment, Resurrection es beneficia enormement del treball destacat de Rebecca Hall en el paper principal." Metacritic, que utilitza una mitjana ponderada, va assignar a la pel·lícula una puntuació de 70 sobre 100, basada en 28 ressenyes, indicant crítiques "generalment favorables".

### Reconeixements
La pel·lícula es va projectar com a part de l'American Independents Competition del 46è Festival Internacional de Cinema de Cleveland, celebrat des del 30 de març al 9 d'abril de 2022. També va competir pel Millor Llargmetratge de la Competició Oficial de Fantàstic al LV Festival Internacional de Cinema Fantàstic de Catalunya l'octubre de 2022.
| Premi                        | Data de cerimònia  | Categoria                                 | Receptor(s)  | Resultat | Ref.          |
| ---------------------------- | ------------------ | ----------------------------------------- | ------------ | -------- | ------------- |
| Critics' Choice Super Awards | 16 de març de 2023 | Millor actriu en una pel·lícula de terror | Rebecca Hall | Nominat  | [ 13 ] [ 14 ] |
| Fangoria Chainsaw Awards     | 21 de maig de 2023 | Millor pel·lícula d'estrena limitada      | Resurrection | Nominat  | [ 15 ] [ 16 ] |
| Fangoria Chainsaw Awards     | 21 de maig de 2023 | Millor interpretació protagonista         | Rebecca Hall | Nominat  | [ 15 ] [ 16 ] |